# Discografia degli In Flames
La discografia degli In Flames, gruppo musicale alternative metal svedese attiva dal 1990, è costituita da undici album in studio, due dal vivo, tre EP e oltre dieci singoli, pubblicati tra il 1994 e il 2019.

## Album

### Album in studio
- 1994 – Lunar Strain (Wrong Again)
- 1996 – The Jester Race (Nuclear Blast)
- 1997 – Whoracle (Nuclear Blast)
- 1999 – Colony (Nuclear Blast)
- 2000 – Clayman (Nuclear Blast)
- 2002 – Reroute to Remain (Nuclear Blast)
- 2004 – Soundtrack to Your Escape (Nuclear Blast)
- 2006 – Come Clarity (Nuclear Blast)
- 2008 – A Sense of Purpose (Nuclear Blast)
- 2011 – Sounds of a Playground Fading (Century Media)
- 2014 – Siren Charms (Sony Music)
- 2016 – Battles (Nuclear Blast)
- 2019 – I, the Mask (Nuclear Blast)
- 2023 - Foregone (Nuclear Blast)

### Album dal vivo
- 2001 – The Tokyo Showdown (Nuclear Blast)
- 2016 – Sounds from the Heart of Gothenburg (Nuclear Blast)

## Extended play
- 1995 – Subterranean (Wrong Again)
- 1997 – Black-Ash Inheritance (Nuclear Blast)
- 2003 – Trigger (Nuclear Blast)
- 2008 – The Mirror's Truth
- 2011 – 8 Songs (Century Media)
- 2017 – Down, Wicked & No Good (Nuclear Blast)
- 2017 – Clayman 2020 (Nuclear Blast)

## Singoli
- 2002 – Cloud Connected
- 2004 – The Quiet Place
- 2005 – Take This Life
- 2006 – Leeches
- 2006 – Come Clarity
- 2008 – The Mirror's Truth
- 2008 – Alias
- 2008 – Delight and Angers
- 2011 – Deliver Us
- 2011 – Where the Dead Ships Dwell
- 2013 – Ropes
- 2016 – The End/The Truth
- 2018 – (This Is Our) House
- 2018 – I Am Above
- 2020 – Clayman

## Videografia

### Album video
- 2005 – Used & Abused: In Live We Trust (Nuclear Blast)

### Video musicali
- 1997 – Jotun
- 1999 – Ordinary Story
- 2000 – Only For The Weak
- 2002 – Pinball Map
- 2002 – Cloud Connected
- 2003 – Trigger
- 2004 – The Quiet Place
- 2004 – Touch of Red
- 2004 – My Sweet Shadow
- 2004 – Like You Better Dead
- 2005 – Take This Life
- 2006 – Come Clarity
- 2008 – The Mirror's Truth
- 2008 – Alias
- 2008 – Delight and Angers
- 2011 – Deliver Us
- 2011 – Where The Dead Ships Dwell
- 2013 – Ropes
- 2013 – Sounds of a Playground Fading
- 2014 – Rusted Nail
- 2014 – Through Oblivion
- 2014 – Everything's Gone
- 2015 – Paralyzed
- 2016 – The End
- 2016 – The Truth
- 2017 – Here Until Forever
- 2018 – I Am Above
- 2019 – Call My Name
- 2020 – Pinball Map (ri-registrazione)
- 2020 – Only for the Weak (ri-registrazione)
- 2020 – Stay with Me